# Tetragoneura concurrens
Tetragoneura concurrens är en tvåvingeart som beskrevs av Edwards 1933. Tetragoneura concurrens ingår i släktet Tetragoneura och familjen svampmyggor.
Artens utbredningsområde är Bolivia. Inga underarter finns listade i Catalogue of Life.